# Yáhuar Huácac

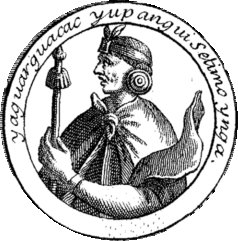

Yáhuar Huácac oder Yahuar Huacac, in peruanischer Quechua-Schreibung Yawar Waqaq, ursprünglich Titu Cusi Huallpa bzw. Titu Kusi Wallpa, war der siebente Inka des Königreichs von Qusqu (Cuzco) (etwa um das Jahr 1380).
Titu Kusi Wallpa, der Sohn des Inca Roca (Inka Ruq'a) und der Mama Micay, Tochter des Häuptlings der Huallacan (Yucay), wurde als Kind von den nordwestlich von Qusqu lebenden Ayarmaca entführt. Die Ehe seiner Eltern hatte die Ayarmaca verärgert, denn Micay war deren Häuptling Tocay Cápac (Tuqay Qhapaq) als Ehefrau versprochen worden. Aus dieser Leidenszeit stammt sein Name Yawar Waqaq, der auf Quechua so viel wie „der Blut weint“ bedeutet. Aus Mitleid gaben die Ayarmaca den Plan auf, das Kind zu töten. Seinem Vater gelang es schließlich durch diplomatisches Geschick mit Hilfe der Gemahlin des Tuqay Qhapaq, Chimbo Orma (Chimpu Urma), ihn freizubekommen. Später wurde er mit Mama Chiquia, einer Tochter des Tuqay Qhapaq, verheiratet, so dass die Ayarmaca als Bündnispartner in den Herrschaftsbereich der Inkas eingebunden wurden.